# Adelchi Virgili
 Adelchi Virgili  (nacido el 10 de marzo de 1990) es un tenista profesional italiano.

## Carrera
Su mejor ranking individual es el Nº 594 alcanzado el 20 de julio de 2015, mientras que en dobles logró la posición 378 el 9 de septiembre de 2013.
No ha logrado hasta el momento títulos de la categoría ATP ni de la ATP Challenger Tour, aunque sí ha obtenido varios títulos Futures tanto en individuales como en dobles.